# Eirol
Eirol is een plaats (freguesia) in de Portugese gemeente Aveiro en telt 781 inwoners (2001).